# قاو لو
قاو لو (بالصينية: 高露) هي ممثلة صينية، ولدت في 8 أكتوبر 1982 في بكين في الصين.

## وصلات خارجية
- قاو لو على موقع IMDb (الإنجليزية)
- قاو لو على موقع قاعدة بيانات الفيلم (الإنجليزية)